# Citadelle de Saint-Martin-de-Ré
La citadelle de Saint-Martin-de-Ré est un ouvrage militaire édifié de 1690 afin de protéger l'île de Ré. Elle est l'un des principaux monuments historiques de la ville de Saint-Martin-de-Ré, dans le département de la Charente-Maritime, dans le sud-ouest de la France. 
En 1873, la citadelle, transformée en dépôt pour le regroupement des prisonniers destinés à être envoyés aux bagnes, fut pendant 65 ans, de 1873 à 1938, l'unique point de regroupement des condamnés aux travaux forcés, avant leur départ par bateau (La Loire ou le Martinière, vers le bagne de la Guyane française ou celui de Nouvelle-Calédonie).
La citadelle et les fortifications de Saint-Martin-de-Ré sont classés au titre des monuments historiques par arrêté du 20 mars 1984.

## Première citadelle
Une première citadelle, établie en 1625, fut détruite en 1628. Elle fit l'objet d'un siège par les Anglais en 1627.

## Seconde citadelle
À la suite du siège de La Rochelle, en 1681, François Ferry, avec l'accord de Vauban, dresse les plans d'une nouvelle citadelle et d'une enceinte urbaine qui va être construite jusqu'à la fin du XVIIe siècle. Elle protège La Rochelle et Rochefort des invasions anglaises.
La citadelle, carré parfait, n’est accessible que par une seule porte d’entrée monumentale, ouvrant sur un petit port retranché. Des bâtiments intérieurs, prévus pour 1 200 hommes, subsiste une caserne, la chapelle, l’arsenal, les souterrains des bastions et le pavillon d’officier.

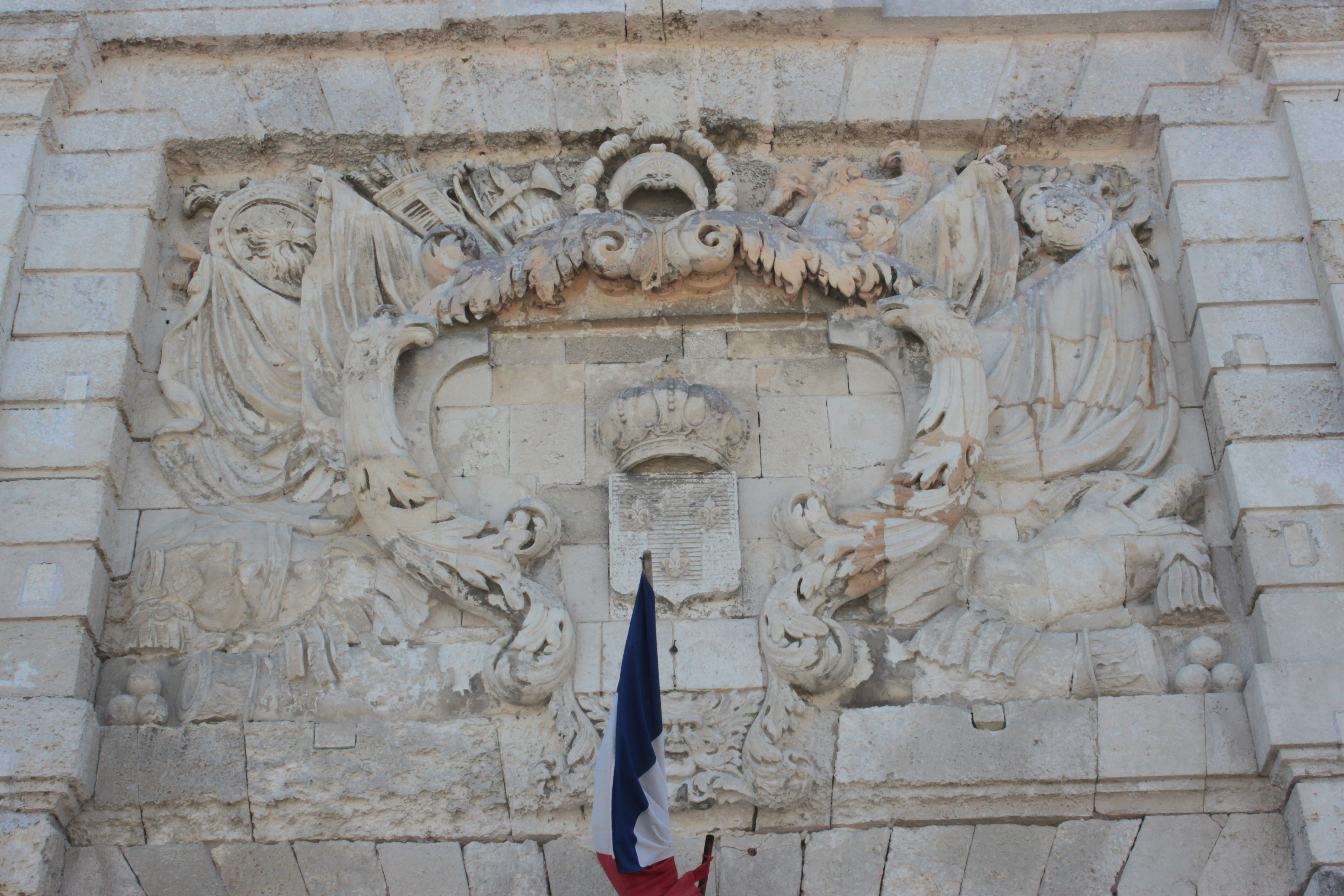
Fronton de la porte.

Le glacis n'est pas urbanisé. Saint-Martin-de-Ré est un exemple du premier système de fortifications de Vauban et de réduit insulaire.
La place forte de Vauban est classée depuis le 7 juillet 2008 au Patrimoine mondial de l'UNESCO. Cette candidature a été soutenue au niveau local par l'Étoile de Vauban, une association présidée par le comédien Charles Berling,.

## Dépôt des condamnés aux travaux forcés

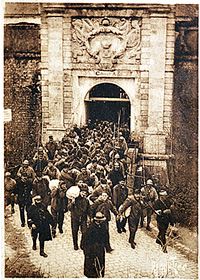
Sortie de la citadelle pour l'embarquement vers Cayenne.

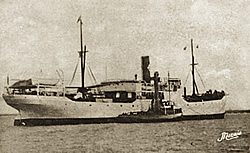
Le Martinière, en rade de Saint-Martin-de-Ré. 120 m de long, 16 m de large, capacité de 673 forçats.

La maison d'arrêt de l'Île de Ré est installée dans la citadelle de Saint-Martin. Elle a contenu jusqu'à plus de 1 000 détenus, dans un espace prévu pour 500 prisonniers. La prison était une étape obligée vers les bagnes de Nouvelle-Calédonie (voyage qui dure cinq mois), de 1873 à 1897, puis vers ceux de Guyane (voyage qui dure trois mois), jusqu'en 1938. Le capitaine Alfred Dreyfus, Guillaume Seznec, le lieutenant Strachwitz ou Henri Charrière, dit « Papillon », parmi d'autres, y furent enfermés, avant leur départ pour le bagne dit « de Cayenne », qui était en fait celui de Saint-Laurent-du-Maroni. Les prisonniers étaient conduits sans grand ménagement, par bateau, à partir du continent, jusqu'à la prison. Ainsi pouvait-on lire, dans un numéro de 1929 du journal La Croix : 

« On mande de La Rochelle que la traversée du continent à l’île de Ré, par le petit vapeur Express, transportant des forçats, qui doivent faire partie du prochain convoi pour le bagne, le 8 novembre, a été mouvementée. Vendredi soir, par suite du mauvais état de la mer, qui en raison d'un vent soufflant en tempête, était démontée. Les paquets de mer s'abattaient violemment sur les prisonniers, massés à l'avant du pont du bateau. Les condamnés, qui étaient vêtus seulement d'un veston et d'une chemise, ont été trempés jusqu'aux os. La plupart des forçats ont eu le mal de mer, et certains d'entre eux, qui n'avaient jamais navigué, étaient fort effrayés par cette tempête. Ils s'accrochaient partout où ils le pouvaient, pour n'être pas emportés par un coup de mer. Enfin, à 10 h 30, ils pénétraient dans le pénitencier de Saint-Martin-de-Ré, dont ils portaient l'effectif au chiffre considérable de 698 prisonniers. »

Quinze jours avant le départ, les conditions des forçats étaient améliorées, pour qu'ils supportent le voyage et le climat tropical des bagnes de Nouvelle-Calédonie et de Guyane : mise au repos, allongement du temps de promenade, viande quatre fois par semaine et un quart de vin par jour. Une dernière visite médicale décidait de l'aptitude au voyage du forçat qui est alors vacciné contre la fièvre typhoïde et la variole.

## La maison centrale de Saint-Martin-de-Ré
En application du décret-loi de juin 1938 abolissant la transportation, le dépôt devint un centre pénitentiaire, puis une centrale.  Aujourd'hui, la citadelle, qui depuis les années 1700 a toujours servi de prison, est un pénitencier toujours en activité : une maison centrale qui accueille plus de 400 détenus. En 1958, la caserne Thoiras du centre pénitentiaire était réservée aux prisonniers algériens. 
Avec 485 places, l'établissement pénitentiaire de Saint-Martin-de-Ré est la plus importante maison centrale de France (le quart des places disponibles dans ce type d'unité), et l'administration pénitentiaire, avec 285 salariés, le principal employeur de l'île.
L'établissement, qui dépend de la direction interrégionale des services pénitentiaires de Bordeaux, est situé dans le ressort de la cour d'appel de Poitiers et du tribunal judiciaire (TJ) de la Rochelle. Comme toutes les maisons centrales, elle accueille des détenus, hommes majeurs, condamnés à de longues peines.